# Karma Police
"Karma Police" é o segundo single do álbum de 1997 dos Radiohead, OK Computer. É a melhor sucedida canção do grupo, a seguir a "Creep". A canção é bem reconhecida pelo seu riff de piano, que é similar à canção dos The Beatles, "Sexy Sadie", e pelo baixo.[carece de fontes?] Foi bem sucedida na tabela US Modern Rock, chegando ao número 14. No Reino Unido o single chegou a número 8.